# P. Ipsens Enke
P. Ipsens Enke's kgl. Hof Terracottafabrik var en dansk keramikvirksomhed i København.
Fabrikken blev grundlagt 15. april 1843 af tidligere porcelænsdrejer ved Den Kongelige Porcelænsfabrik Peter Ipsen (1815-1860), der i 1847 opførte en fabrik i Utterslev, nu Frederikssundsvej 78, hvor fabrikken stadig er beliggende. Et par år efter åbnede han et udsalg af terrakotta og stentøj.
Efter at være konfirmeret kom Peter Ibsen i snedkerlære i sin fødeby, Rønne, men da hans helbred var svagt, gik han 1833 over til at blive lærling ved Den kongelige Porcelænsfabrik i København. Seks år efter var hans læretid her forbi, og han blev nu arbejder ved fabrikken, hvor hans skarpe blik for form tidlig havde gjort ham til G.F. Hetschs yndling. Han længtes imidlertid efter som selvstændig at kunne sætte foden under eget bord, og da han 15. april 1843 ægtede Louise Christine Bierring (født 23. februar 1822), datter af møller Jacob Bierring og Cathrine født Gemynthe, begyndte han samtidig ude på Nørrebro en beskeden tilvirkning af terrakottagenstande, som han, da han ingen ovn havde, fik brændt på Den kongelige Porcelænsfabrik. De skulle virke ved deres form alene, han satte en stolthed i ikke at glasere dem, men det var besværligt at få porcelænshandlerne, som han personlig bragte sine frembringelser, til at købe disse gule, uglaserede genstande. Lidt efter lidt steg dog afsætningen, og 1847 var han efter store anstrengelser nået så vidt, at han kunne købe en jordlod på Utterslev Mark og her anlægge en lille fabrik. Året efter åbnede han et udsalg i Bredgade 31 i København, og i 1852 deltog han med succes i en udstilling på Christiansborg Ridebane.
Alt gik nu fremad, Hetsch og Henrik Olrik stod ham nær, men med hans helbred gik det tilbage, og 1860 døde han, just som hans, den simple arbejders, ideale stræben begyndte at vinde anerkendelse. Det blev hans enke, der nu på udstilling efter udstilling vandt belønning på belønning, i Malmø 1861, Stockholm 1866, Paris 1867, London 1870 osv. Enhver senere verdensudstilling ligesom udstillingerne i København 1872 og 1888 forøgede fabrikkens gode omdømme, der 1871 bragte den titlen kgl. hof-terrakottafabrik. 1877 sejrede den ved en konkurrence i Amsterdam.
Fra 1865 var sønnen Bertel Ipsen (1846-1917) fabrikkens forretningsfører og faglige leder. 1895 blev fabrikken omdannet til et familieaktieselskab.
I året 1900 begyndtes tilvirkning af keramik, og i 1903 indførtes en ny teknik, "sortbrænding" af terrakotta. Fabrikkens frembringelser erhvervede i årenes løb 56 prisbelønninger af 1. klasse og er blandt andet repræsenteret på følgende offentlige institutioner: Neue Pinakothek i München, Nationalmuseum i Stockholm, Los Angeles Museum i Californien, Cleveland og Brooklyn Museerne, Carnegie Instituttet i Pittsburgh, Finlands Nationalmuseum i Helsinki, Metropolitan Museum of Art i New York, Kunstindustrimuseet i København, Les Amis des Musees de la ville de Mons, Bruxelles, National Arts Club i New York og Letlands nationalhistoriske museum i Riga.
I 1917, efter Bertel Ipsens død, blev fabrikken overtaget af forlaget Stender. Fabrikken lukkede i 1955. I 1900-tallets første halvdel var det ofte toneangivende navne inden for dansk design, der arbejdede for fabrikken, begyndende med Thorvald Bindesbøll og fortsættende med Christian Joachim og Georg Jensen for at ende med Axel Salto. Saltos kendte hjortehoved var i produktion fra 1930'erne frem til fabrikkens ophør.
1920 erhvervedes de store Dalbygårds lergrave på Bornholm.
Bestyrelsen bestod i året 1950 af overretssagfører Johan Schrøder (f. 1888), overretssagfører Poul Groes (f. 1883), sagfører Erik Becker (f. 1895) og direktør Curt Stender. Administrerende direktør for begge virksomheder var Curt Stender (f. 1905) (direktør siden 1946).